# Exeligmos

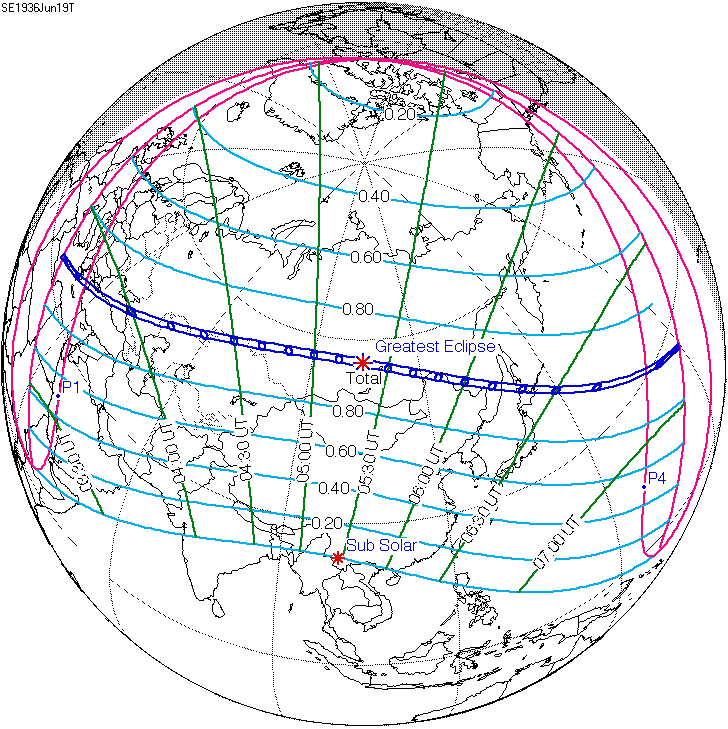
Sortida del sol de la secció Saros del 19 de juny de 1936.

Un exeligmos (grec: ἐξέλιγμος: - girant la roda) o exeligma, és un període de 54 anys i 33 dies, que es pot utilitzar per predir successius eclipsis amb propietats i localitzacions similars. Per a un eclipsi solar, després de cada exeligmos, es produirà un eclipsi solar de característiques similars en una situació propera a l'eclipsi abans d'ell en el temps. Per a un eclipsi lunar, la mateixa part de la terra veurà un eclipsi molt similar al que es va produir un exeligmos abans (vegeu el text principal als exemples visuals). Es tracta d'un cicle d'eclipsi que és un triple saros, d'una durada de 3 saros (o saroi), amb l'avantatge que té gairebé un nombre sencer de dies, de manera que el següent eclipsi serà visible en les ubicacions i en el temps propers a l'eclipsi que es va produir un exeligmos abans. Per contra, a cada saros, un eclipsi ocorre unes 8 hores més tard del dia o aproximadament 120° cap a l'oest de l'eclipsi que es va produir un saros abans.

## Detalls
Els grecs van tenir coneixement dels exeligmos a més tardar el 100 aC. El mecanisme astronòmic d'Anticitera va utilitzar engranatges epicíclics per predir les dates d'exeligmos consecutius. Segosn Tony Freeth, a un article de Scientific American, el càlcul mecànic del cicle saros està inclòs dins del Mecanisme d'Anticitera.
Els exeligmos són 669 mesos sinòdics (cada cicle eclipsi ha de ser un nombre enter de mesos sinòdics), gairebé exactament 726 mesos draconics (el que assegura que el sol i la lluna estan en alineació durant la lluna nova), i també gairebé exactament 717 mesos anòmals (assegurant que la lluna està al mateix punt de la seva òrbita el·líptica). Els dos primers factors fan que sigui un eclipsi de llarga durada. L'últim factor és el que fa que cada eclipsi en sigui tan similar d'un exeligmos a un altre. El nombre enter íntim de mesos anòmals assegura que el diàmetre aparent de la lluna serà gairebé igual amb cada eclipsi successiu. El fet que sigui gairebé un nombre sencer de dies assegura que cada eclipsi successiu de la sèrie es produeixi molt a prop de l'eclipsi anterior de ditaa sèrie. Per a cada eclipsi successiu d'una sèrie d'exeligmos, la longitud i la latitud poden canviar significativament perquè els exeligmos abasten una mica més d'un mes de temps que la durada d'un any de calendari, i la gamma augmenta/disminueix perquè un exeligmos és d'unes tres hores més curt que un mes draconic. El diàmetre aparent del sol també canvia significativament en un mes, afectant la longitud i l'amplada d'un eclipsi solar.

### Exemple d'exeligmos solar
Comparació de dos eclipsis solars separats per un exeligmos:
| | 7 de març de 1970  | 8 d'abril de 2024  |
| --- | ------------------ | ------------------ |
| Mapa de camí (l'eclipsi total és camí blau)(les línies verdes representen els límits de l'eclipsi parcial) |                    |                    |
| Duració | 3 minuts 28 segons | 4 minuts 28 segons |
| Maxima amplada del camí de l'eclipsi total                                                                 | 153 quilòmetres    | 199 quilòmetres    |
| Latitud de l'eclipsi més gran                                                                              | 18° Nord           | 25° Nord           |
| Hora de l'eclipsi més gran (UTC)                                                                           | 17:38              | 18:17              |

### Exemple d'exeligmos lunar
Comparació de dos eclipsis lunars separats per un exeligmos:
|                                                          | 9 de febrer de 1990 | 13 de març de 2044 |
| -------------------------------------------------------- | ------------------- | ------------------ |
| Mapa del camí                                            |                     |                    |
| Visibilitat (costat de la Terra on l'eclipsi és visible) |                     |                    |
| Duració (eclipsi Parcial)                                | 204 minuts          | 209 minuts         |
| Hora de l'eclipsi més gran (UTC)                         | 19:12               | 19:38              |

## Sèrie de mostra d'exeligmos solars
Taula d'exeligmos del saros solar 136. Cada eclipsi té lloc, més o menys, a la mateixa longitud, però es mou aproximadament de 5 a 15 graus de latitud amb cada cicle successiu.
| Saros | Membre | Data                   | Hora (màx.) UTC | Tipus   | Situació Lat., Long. | Gamma   | Mag.   | Amplària (km) | Duració (min:sec) | Ref. |
| ----- | ------ | ---------------------- | --------------- | ------- | -------------------- | ------- | ------ | ------------- | ----------------- | ---- |
| 136   | 3      | 5 de juliol de 1396    | 19:37:40        | Parcial | 63.9S 147.2          | -1.3568 | 0.3449 |               |                   |      |
| 136   | 6      | August 7, 1450         | 16:48:49        | Parcial | 61.8S 132.8          | -1.1286 | 0.756  |               |                   |      |
| 136   | 9      | 8 de setembre de 1504  | 15:12:15        | Anular  | 55.3S 102.6          | -0.9486 | 0.9924 | 83            | 0m 32s            |      |
| 136   | 12     | 11 d'octubre de 1558   | 14:58:55        | Anular  | 56.5S 90.3           | -0.8289 | 0.9971 | 18            | 0m 12s            |      |
| 136   | 15     | 22 de novembre de 1612 | 16:04:35        | Híbrid  | 65.7S 98.4           | -0.7691 | 1.0002 | 1             | 0m 1s             |      |
| 136   | 18     | 25 de desembre de 1666 | 17:59:16        | Híbrid  | 71.6S 98.3           | -0.7452 | 1.0058 | 30            | 0m 24s            |      |
| 136   | 21     | 27 de gener de 1721    | 20:05:11        | Total   | 64S 102.4            | -0.7269 | 1.0158 | 79            | 1m 7s             |      |
| 136   | 24     | 1 de març de 1775      | 21:39:20        | Total   | 47.9S 124.8          | -0.6783 | 1.0304 | 139           | 2m 20s            |      |
| 136   | 27     | April 3, 1829          | 22:18:36        | Total   | 28.5S 142.6          | -0.5803 | 1.0474 | 192           | 4m 5s             |      |
| 136   | 30     | 6 de maig de 1883      | 21:53:49        | Total   | 8.1S 144.6           | -0.425  | 1.0634 | 229           | 5m 58s            |      |
| 136   | 33     | 8 de juny de 1937      | 20:41:02        | Total   | 9.9N 130.5           | -0.2253 | 1.0751 | 250           | 7m 4s             |      |
| 136   | 36     | 11 de juliol de 1991   | 19:07:01        | Total   | 22N 105.2            | -0.0041 | 1.08   | 258           | 6m 53s            |      |
| 136   | 39     | August 12, 2045        | 17:42:39        | Total   | 25.9N 78.5           | 0.2116  | 1.0774 | 256           | 6m 6s             |      |
| 136   | 42     | 14 de setembre de 2099 | 16:57:53        | Total   | 23.4N 62.8           | 0.3942  | 1.0684 | 241           | 5m 18s            |      |
| 136   | 45     | 17 d'octubre de 2153   | 17:12:18        | Total   | 18.8N 65.7           | 0.5259  | 1.056  | 214           | 4m 36s            |      |
| 136   | 48     | 20 de novembre de 2207 | 18:30:26        | Total   | 15.8N 87.8           | 0.6027  | 1.0434 | 180           | 3m 56s            |      |
| 136   | 51     | 22 de desembre de 2261 | 20:38:50        | Total   | 16.1N 124.2          | 0.636   | 1.0337 | 147           | 3m 17s            |      |
| 136   | 54     | 25 de gener de 2316    | 23:05:17        | Total   | 21.4N 166            | 0.6526  | 1.0282 | 126           | 2m 42s            |      |
| 136   | 57     | 27 de febrer de 2370   | 1:07:02         | Total   | 33.2N 157E           | 0.6865  | 1.0262 | 121           | 2m 17s            |      |
| 136   | 60     | 31 de març de 2424     | 2:10:10         | Total   | 51.3N 131.9E         | 0.7652  | 1.0254 | 133           | 1m 55s            |      |
| 136   | 63     | 3 de maig de 2478      | 1:55:59         | Total   | 75.7N 107.7E         | 0.9034  | 1.0218 | 176           | 1m 20s            |      |
| 136   | 66     | 5 de juny de 2532      | 0:28:58         | Parcial | 67.5N 1.3E           | 1.0962  | 0.8224 |               |                   |      |
| 136   | 69     | 7 de juliol de 2586    | 22:07:07        | Parcial | 64.5N 7.2E           | 1.327   | 0.3957 |               |                   |      |

## Animació d'un exeligmos solar
Animació d'una sèrie d'exeligmos. Cal remarcar com els camins similars de cada eclipsi total, cauen molt a prop de la mateixa longitud sobre la terra.

### Animació d'un saros solar (comparació)
Animació de la "sèrie saros" sencera de l'exeligmos anterior. Cal observar com cada eclipsi cau sobre un costat diferent de la terra (amb 120 graus de separació).

## Lunari de Granollacs
El 1484, Granollacs va publicar un llunari amb el títol de Sumari dels girants e plens de la luna e dels eclipsis del sol e de la luna e de les festes movibles..., que va ser la primera obra d'astronomia impresa en català i va esdevenir un autèntic ‘best-seller’ de la divulgació científica de la darreria del segle xv i la primera meitat del segle xvi. Per al seu càlcul, entre d'altres principis astronòmics va fer un ús extensiu del concepte d'Exeligmos per a generar les taules dels eclipsis.
En van aparèixer desenes d'edicions, publicades a diverses ciutats d'Europa, en català (1484, 1485, 1510, 1513, 1514 i 1519) i en traduccions a l'italià (1485), al llatí (1488), al castellà (vers 1488) i al portuguès (1518). L'edició castellana de 1492 es va adjuntar al Repertorio de los tiempos d'Andrés de Li, una obra d'astrologia, i la complementarietat entre una i altra va tenir tant d'èxit que va passar a moltes de les edicions catalanes (des de 1510) i llatines, i el nom de Granollacs, tot i ser l'autor de la part més científica (el càlcul dels eclipsis), va arribar a desaparèixer del conjunt en favor del nom d'Andrés de Li.
Aquest Sumari (en edicions posteriors, Lunari) conté una introducció de Granollacs i el còmput dels plenilunis i els novilunis de cada any, en taules anuals, les conjuncions i oposicions de la lluna i els planetes, els eclipsis, les festes movibles, el nombre auri i la lletra dominical. Eren indicacions calendàriques que tenien aplicacions en la pràctica mèdica, en l'agricultura, en la religió i en tot d'accions de la vida quotidiana.
El llibre de Granollacs no cita les seves fonts, però tot indica que les dades van ser calculades a partir de les taules de Bonjorn, i això confirma, una vegada més, que l'astrònom jueu de Salamanca Abraham Zacut va seguir l'obra de Bonjorn en el seu Almanac perpetu, ja que el propi Zacut el cita en el seu pròleg, la gran projecció que aquestes taules van tenir.